# Massates
Massates (en llatí Massathes) va ser un cap númida, aliat dels cartaginesos, als quals va ajudar en els moments finals de l'atac romà contra Cartago, entre els anys203 aC i 202 aC.
Va perdre la vida a la batalla de Zama l'any 201 aC, mort amb un dard pel rei Masinissa I de Numídia, segons diu Apià.